# Jan Jakub Kolski
Jan Jakub Kolski (ur. 29 stycznia 1956 we Wrocławiu) – polski reżyser, scenarzysta, operator i producent, autor filmów dokumentalnych, fabularnych, sztuk teatralnych, książek i piosenek. Oficer Orderu Odrodzenia Polski (2011), od 2019 roku profesor sztuki.
Sławę zdobył jako realizator utrzymanych w estetyce realizmu magicznego filmów o jego rodzinnej wsi Popielawy (m.in. Pogrzeb kartofla, Jańcio Wodnik, Cudowne miejsce, Historia kina w Popielawach, Jasminum). Był też adaptatorem dzieł literackich (Daleko od okna według Hanny Krall, Pornografia według Witolda Gombrowicza, Wenecja na podstawie opowiadań Włodzimierza Odojewskiego). Na ogół jego filmy były przeciętnie oceniane przez krytyków, lecz cieszyły się stałym zainteresowaniem publiczności. Laureat licznych wyróżnień, w tym Nagrody Specjalnej Jury na Festiwalu Polskich Filmów Fabularnych (1994) za Jańcia Wodnika, Paszportu „Polityki” (1994), Złotych Lwów i Orła dla najlepszego filmu polskiego (1998 i 1999) za Historię kina w Popielawach. Od 1994 roku, z inspiracji twórczością Kolskiego, festiwal Prowincjonalia przyznaje corocznie najlepszym filmom polskim Grand Prix „Jańcio Wodnik”.

## Życiorys

### Młodość i wykształcenie
Jan Jakub Kolski urodził się 29 stycznia 1956 roku we Wrocławiu. Jego rodzina była już wcześniej związana z kinematografią. Pradziadek żydowskiego pochodzenia, Mani Hendlisz (zm. 1922) prowadził łódzki kinematograf „Théâtre Optique Parisien”. Dziadek, Jan Kolski (zm. 1943), ożeniony z córką Maniego Hendlisza Esterą, pracował w biurze wynajmu filmów z wytwórni Fox, MGM i Universal i polskiej wytwórni Muza-film. Ojcem Jana Jakuba Kolskiego był Roman Kolski (ur. 1926, zm. 2001), montażysta filmowy, który przeżył pobyt w obozach koncentracyjnych w Buchenwaldzie i Bergen-Belsen. Montażem zajmowała się też siostra Jana Jakuba Kolskiego, Ewa Pakulska (ur. 1954, zm. 1999).
Znaczną część dzieciństwa (cztery lata między 11. a 15. rokiem życia) spędził w domu swego dziadka, Jakuba Szewczyka (ur. 1894, zm. 1975), we wsi Popielawy, niedaleko Tomaszowa Mazowieckiego, w świecie, który stał się źródłem inspiracji i częścią charakteru Kolskiego. To właśnie w Popielawach Kolski zobaczył pierwsze filmy, stanowiące inspirację dla jego kariery: Ubranie prawie nowe (1963) Włodzimierza Haupego i disnejowskiego Bambiego (1942). W 1981, po trzeciej próbie, przyjęto go do Państwowej Wyższej Szkoły Filmowej, Telewizyjnej i Teatralnej w Łodzi, gdzie studiował do 1985 roku. Dyplom magistra uzyskał w 2001 roku, napisawszy pracę magisterską Kompozycja obrazu filmowego. Doktoryzował się w 2007 roku, natomiast tytuł naukowy profesora sztuki otrzymał w 2019 roku.

### 1982–1990: Pierwsze filmy krótkometrażowe
Pierwsze filmy Kolski kręcił jako operator i fotograf w Nieetatowej Czołówce Filmowej Śląskiego Okręgu Wojskowego. Pierwsze etiudy operatorskie nakręcił we współpracy z reżyserem Bolesławem Pawicą (Odrobina bólu, 1982; Za górami…, 1983). Reżyserował też własne krótkie filmy: Inaugurację 82 (1983) o rozpoczęciu roku akademickiego w łódzkiej szkole filmowej oraz Umieranko (1984). W 1983 roku we współpracy z Wytwórnią Filmów Oświatowych w Łodzi nakręcił Najpiękniejszą jaskinię świata. Kręcił też – co było w PRL-u zabronione – filmy na zlecenie Wrocławskiej Kurii Metropolitarnej: Śladami św. Stanisława Kostki (1984), Lourdes, miasto nadziei (1984), Kościół greckokatolicki w Polsce (1985). Był też autorem dokumentu inscenizowanego Ładny dzień (1988).

### 1990–1999: Pierwsze filmy fabularne
Debiutem pełnometrażowym Kolskiego był Pogrzeb kartofla (1990), nakręcony w rodzinnych Popielawach. Kolski zdecydował się wykorzystać fragmenty biografii Jakuba Szewczyka (przemianowanego w filmie na Mateusza), osadzonego w obozie koncentracyjnym w Birkenau. Wprowadził też postać syna filmowego Mateusza, Jerzego, którego szczegóły biograficzne wiążą go z rzeczywistym wujem reżysera, Wacławem Szewczykiem (zamordowanym w 1946 roku, walczącym przedtem w podziemiu antykomunistycznym). Ze względu na wprowadzenie wątków powojennego antysemityzmu mieszkańców wsi, którzy niesłusznie postrzegają przybyłego na miejsce zbrodni Mateusza jako Żyda, recenzenci w Polsce poddali film ostrej krytyce. Pogrzeb kartofla odrzuciła też kinowa publiczność, a Kolski mógł kontynuować swą karierę reżysera dopiero po wysłaniu filmu na Festiwal Filmowy w Cannes (sekcja Un Certain Regard), gdzie zebrał on pozytywne opinie.
W 1992 roku Kolski zrealizował Pograbek, nakręcony dzięki dofinansowaniu Telewizji Polskiej w wysokości jednego miliarda starych złotych (w okresie hiperinflacji w Polsce). Tytułowy bohater filmu (Mariusz Saniternik), ze względu na swą bezpłodność, usiłuje dorobić na adopcję dziecka, zabijając stare konie. Pograbek, w odróżnieniu od Pogrzebu kartofla, został bardzo dobrze przyjęty przez krytyków i zdobył szereg nagród telewizyjnych. Kolejnym filmem Kolskiego było Magneto (1993), które miało być częścią polsko-francuskiej koprodukcji; przedsięwzięcie nie doszło jednak do skutku, a Magneto ujrzało światło dzienne dopiero w 1998 roku, w dystrybucji telewizyjnej.
Punktem zwrotnym w karierze Kolskiego okazał się dopiero Jańcio Wodnik (1993). Historia tytułowego mieszkańca wsi (Franciszek Pieczka), który w wyniku klątwy rzuconej przez diabła odkrywa w sobie dar leczenia ludzi, była ewenementem w skali polskiej kinematografii. Kręcony w Popielawach film doczekał się licznych nagród branżowych, w tym Nagrody Specjalnej Jury i Nagrody Dziennikarzy na Festiwalu Polskich Filmów Fabularnych. Film obejrzało łącznie około 49 tysięcy widzów. Kolejny film Kolskiego, Cudowne miejsce (1994), ukazuje pojedynek postaw młodego parafianina (Adam Kamień) oraz grubiańskiego proboszcza z sąsiedniej wsi (Krzysztof Majchrzak). Pomimo nagród na FPFF (w tym za reżyserię dla Kolskiego oraz za role aktorskie Majchrzaka i Grażyny Błęckiej-Kolskiej) Cudowne miejsce zostało jednak źle przyjęte. Krytykowali je zarówno publicyści katoliccy (za rzekomy antyklerykalizm), jak i świeccy (za pogańską, „nachalną” ornamentykę). Film na tle Jańcia Wodnika był też porażką frekwencyjną; obejrzało go jedynie około 9 tysięcy widzów.
W 1995 roku Kolski ukończył dwa filmy fabularne. Pierwszy z nich, Grający z talerza, powstał w koprodukcji polsko-niemiecko-francuskiej, lecz ze względu na niespłacone długi jednego z producentów ściągnął na reżysera kłopoty z niemiecką policją kryminalną. Produkcję filmu udało się ukończyć dlatego, że część ekipy podjęła się jego ukończenia za darmo. Tytułowa postać – człowiek grający na skrzypcach z połamanych talerzy (Krzysztof Pieczyński) – powstała z inspiracji anegdotą o artyście cyrkowym Józefie Lundzie. Pomimo Nagrody Jury na Międzynarodowym Festiwalu Filmowym w Tokio, Grający z talerza nie miał w Polsce dobrej prasy; Mateusz Werner pisał o nim jako „filmie, który nie wzbudza żadnych emocji”. Również Szabla od komendanta, rozciągnięta w czasie od wojny polsko-bolszewickiej do współczesności przypowieść o przekazywaniu wielopokoleniowej tradycji, spotkała się z dezaprobatą krytyków. Przykładowo Tadeusz Sobolewski z „Gazety Wyborczej” twierdził, że Kolski „z zaściankowości uczynił cnotę”. Szablę od komendanta pozytywnie przyjęła natomiast publiczność (35 tysięcy widzów). Kolski jednak pod wpływem krytyki prasowej złożył autokrytykę dotychczasowej twórczości: „Zrobiłem te filmy bezpiecznie, sięgając po wypróbowane narzędzia i sprawdzoną estetykę”.
Mimo to pogłębiał swój styl. Kolejne swe dzieło, Historię kina w Popielawach (1998), zrealizował ponownie w swej rodzinnej tytułowej miejscowości. Epopeja Kolskiego została rozciągnięta w czasie pomiędzy momentem, gdy pod koniec XIX wieku fikcyjny kowal Józef Andryszko (Bartosz Opania) wynajduje maszynę wyprzedzającą kinematograf braci Lumière, a latami 60. XX wieku, kiedy jego daleki potomek Szustek próbuje zrekonstruować wynalazek przodka (Michał Jasiński). Anegdotyczną fabułę Kolskiego uzupełniał zarazem zupełnie nowy styl kinematograficzny. Rozpoczynając pracę z nowym operatorem Krzysztofem Ptakiem, reżyser zastąpił leniwą narrację – dynamicznym montażem, precyzyjną konstrukcją dramaturgiczną i zdjęciami kręconymi z użyciem długoogniskowych obiektywów. Rezultatem był film, który przyniósł Kolskiemu sukces przewyższający całą jego dotychczasową twórczość. Historia kina w Popielawach cieszyła się sporą jak na czas premiery frekwencją (ok. 65 tysięcy widzów w kinach), była też uhonorowana wieloma nagrodami i wyróżnieniami, między innymi Złotymi Lwami na FPFF, czterema Orłami oraz Złotą Kaczką przyznawaną przez czasopismo „Film”.

### 2000–2010: Adaptacje literatury i filmy poetyckie
Paradoksalnie po sukcesie Historii kina w Popielawach Kolski miał trudności z dofinansowaniem kolejnych planowanych projektów, otrzymując odmowę od różnych producentów. Dopiero Witold Adamek zaproponował Kolskiemu adaptację filmową opowiadania Hanny Krall Ta z Hamburga, do której scenariusz napisał Cezary Harasimowicz i którą planował sfinansować producent telewizyjny Wojciech Jędrkiewicz. Daleko od okna (2000) skupiało się tym razem na wątku Zagłady Żydów na ziemiach polskich podczas II wojny światowej. Opowieść o bezdzietnym małżeństwie (Opania, Dorota Landowska), które ukrywa młodą Żydówkę (Dominika Ostałowska) – z konsekwencjami w postaci zbliżenia miłosnego między mężem a ukrywaną kobietą – była przeważnie chwalona za urokliwe zdjęcia Arkadiusza Tomiaka i również została obsypana nagrodami (między innymi Złotą Kaczką za muzykę Michała Lorenca oraz Orłem za główną rolę Ostałowskiej); frekwencja spadła jednak do 13 tysięcy widzów.
Po zignorowanym przez krytyków trzyodcinkowym serialu Małopole czyli świat (2001) Kolski otrzymał od producenta Lwa Rywina propozycję nakręcenia adaptacji kontrowersyjnej powieści Witolda Gombrowicza Pornografia. Reżyser dokonał odważnego zabiegu, porzucając kpiarską tonację Gombrowiczowską na rzecz realizmu psychologicznego, dopisał też dodatkowy epizod z poczynań filmowego Fryderyka (Majchrzak) – pobyt w obozie koncentracyjnym w Auschwitz. Takie przesunięcie akcentów wywołało olbrzymie protesty krytyków. Pornografia (2003) została przyjęta przeważnie negatywnie; krytykowano zupełne rozminięcie się przesłania powieści z treścią filmu (Tomasz Raczek pisał o „Gombrowiczu bez Gombrowicza”), doceniano natomiast zdjęcia Ptaka, muzykę Lorenca i grę aktorską Majchrzaka. Pornografia została znacznie lepiej przyjęta za granicą, w związku z czym zgłoszono ją do rywalizacji o Oscara dla najlepszego filmu nieanglojęzycznego, filmu jednak Amerykańska Akademia Filmowa nie nominowała.
Po realizacji noweli Wielki Wóz, będącej częścią filmu zbiorowego Solidarność, Solidarność... (2005), Kolski postanowił wrócić do stylu charakterystycznego dla jego dzieł z lat 90. XX wieku. Jasminum (2006) jest opowieścią o braciach klasztornych (każdy z nich wydziela osobny zapach kwiatu), których uporządkowane życie zakłóca obecność konserwatorki (Błęcka-Kolska) i jej córki. Jasminum zostało przyjęte przez krytyków polskich z rezerwą. W filmie dostrzegano inspirację prozą literacką Patricka Süskinda i Umberta Eka oraz kinem Giuseppe Tornatore i Federica Felliniego. Jednocześnie chwalono zdjęcia Ptaka oraz rolę Janusza Gajosa jako jednego z braci, lecz potępiano narzucający się nadmiar atrakcji. Tadeusz Sobolewski pisał ironicznie: „Dawno już nie byłem tak odporny na uwodzicielską siłę kina”. Publiczność za to bardzo doceniła Jasminum; frekwencja kinowa sięgnęła pułapu 165 tysięcy widzów, co było najwyższym wynikiem frekwencyjnym w karierze reżysera.
Kolski po Jasminum przymierzał się do adaptacji powieści Wojna polsko-ruska pod flagą biało-czerwoną Doroty Masłowskiej. Proponowana przez twórcę Jańcia Wodnika konwencja musicalu nie spodobała się jednak producentom, a reżyserię filmu przydzielono Xaweremu Żuławskiemu. Następny film, Afonia i pszczoły (2009), znów zawierał rysy autobiograficzne i tym razem był osadzony w realiach schyłkowego stalinizmu. Tytułowa bohaterka (Błęcka-Kolska) mieszka na opuszczonej stacyjce kolejowej wraz z niepełnosprawnym mężem, niegdyś mistrzem zapaśniczym . Postać męża (Mariusz Saniternik) została oparta na prawuju reżysera Rafale Hendliszu, który też był zapaśnikiem. Afonia znów spolaryzowała krytyków. Zdzisław Pietrasik z „Polityki” pisał, że z fabułą filmu są „poważne kłopoty”, aczkolwiek doceniał „poetyckie klimaty, ludzi jakby z innej planety, dobrych aktorów” . Paweł T. Felis wyrażał zupełnie inną opinię, podkreślając autobiograficzny charakter filmu oraz konsekwencję w kreowaniu własnego stylu; zdaniem Felisa Kolski, dobudowując do filmu wymowę polityczną, położył kres dawnej idylli Jańcia Wodnika . Afonia zebrała widownię kinową liczącą 20 tysięcy osób.
Wenecja (2010), oparta na czterech opowiadaniach Włodzimierza Odojewskiego, powstała na zlecenie producenta Michała Kwiecińskiego, który był zafascynowany prozą pisarza . Kanwą filmu są losy Marka (Marcin Walewski), chłopca zamykającego się w świecie fantazji wskutek traumatycznych wydarzeń II wojny światowej . Choć krytycy uznawali film za nierówny (krytykę wzbudziła zwłaszcza jego druga połowa), Wenecja ponownie zebrała szereg nagród za granicą, między innymi na Festiwalu Filmowym w Montrealu Kolski otrzymał nagrodę specjalną jury .

### Po 2012: późna faza twórczości
W filmie Zabić bobra (2012) Kolski znów powrócił do rodzinnych Popielaw, opowiadając historię weterana wojny w Iraku (Eryk Lubos), który przygotowuje się do misji mającej na celu odbicie zakładników porwanych przez groźnych przestępców . Film mierzył się od samego początku z problemami produkcyjnymi; kolejne instytucje odmawiały jego dofinansowania, a gdy film został ukończony po dofinansowaniu między innymi przez telewizję Kino Polska, miał olbrzymie trudności z dystrybucją kinową. Kolskiemu udało się wszelako wysłać nieopublikowany film do organizatorów Międzynarodowego Festiwalu Filmowego w Karlowych Warach, gdzie Lubos otrzymał nagrodę za swą rolę aktorską. Pod wpływem pozytywnych recenzji francuskich i amerykańskich Zabić bobra ostatecznie ukazał się w kinach polskich w 2014 roku, lecz zebrał niewielką widownię liczącą 5,5 tysiąca widzów. Trauma Kolskiego związana z Zabić bobra pogłębiła się, gdy równocześnie musiał zajmować się śmiertelnie chorą matką.
Serce, serduszko (2014), stanowiące ucieczkę Kolskiego od mrocznej tematyki jego wcześniejszych filmów, jest utrzymaną w tonacji kina drogi opowieścią o dziewczynce, która marzy o zostaniu primabaleriną i ucieka z domu dziecka . Serce, serduszko ponownie zebrało mieszane recenzje, lecz niektórzy recenzenci oddawali rację reżyserowi, jak na przykład Felis: „[kino] momentami naiwne, ale na swój sposób odważne, jakoś nikt inny nie ma w Polsce odwagi takiego kina kręcić” . Film obejrzało w kinach około 48 tysięcy widzów.
Las, 4 rano (2016), podobnie jak Zabić bobra, również miał olbrzymie problemy na etapie produkcyjnym. W obliczu bardzo skromnego dofinansowania Kolski zdecydował się przejąć rolę operatora filmowego i kręcić film w ramach własnego studia, Wytwórni Doświadczalnej. Las, 4 rano – przypowieść o byłym pracowniku korporacji (Majchrzak), który porzuca życie wielkomiejskie i wiedzie żebraczy żywot w lesie – został zadedykowany tragicznie zmarłej córce reżysera. Film zebrał mieszane recenzje i przyciągnął zauważalnie mniejszą widownię niż Serce (około 11 tysięcy widzów), ale nawet wrogi twórczości Kolskiego Sobolewski przyznał, że Las jest spełnieniem reżysera i „terapeutyczną bajką” miejscami wyróżniającą się „dzikim pięknem” .
Ułaskawienie (2018) – fikcyjna wariacja na temat losów dziadków Kolskiego: Jakuba i Hanny Szewczyków oraz ich syna zamordowanego przez Urząd Bezpieczeństwa – zostało dobudowane o wątek długiej podróży małżeństwa z ciałem syna, którego zamierzają oni pochować poza zasięgiem UB. Ułaskawienie, w końcu sowicie dofinansowane przez liczne instytucje krajowe i zagraniczne, było przypisywane do nurtu filmów polskich o tzw. żołnierzach wyklętych; Kolski stanowczo jednak wyrzekał się bezrefleksyjnych związków z nurtem, opisując swoje dzieło jako wynikłe z potrzeby oddania szacunku przodkom. Film doczekał się przychylnych recenzji, otrzymując szereg wyróżnień festiwalowych, wśród nich nagrodę dla Kolskiego za scenariusz na FPFF. Odskocznią od poważnej tematyki dla Kolskiego był zrealizowany w 2020 roku film Republika dzieci, ponownie przyjmujący konwencję kina poetyckiego. Jakub Demiańczuk z „Polityki” pisał, że „wielbiciele stylu Kolskiego odnajdą tu echa Jasminum czy Serca, serduszka” .

### Przedstawienia teatralne, dorobek literacki, teledyski

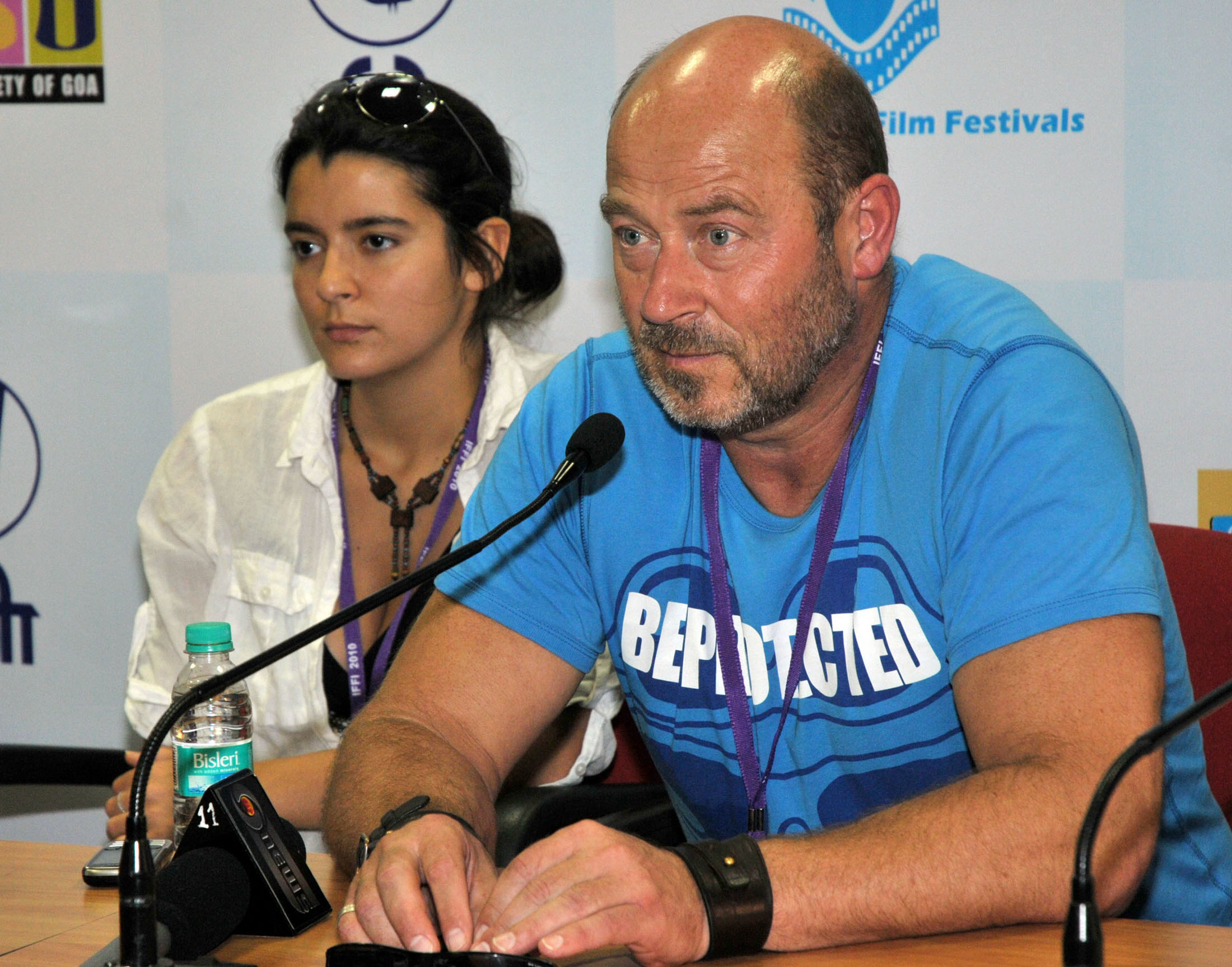
Kolski na festiwalu filmowym w Goa (2010)

Oprócz filmów fabularnych w dorobku Kolskiego są przedstawienia Teatru Telewizji: Diabeł przewrotny (1997) według Alejandra Casony, Bajka o bardzo lekkim chlebie (1997) według własnego scenariusza, Wyspa róż (1998) według Sławomira Mrożka, Skrzypki (1999) i Kamera marzeń (2001) na podstawie własnego scenariusza.
Dorobek literacki Kolskiego, oprócz wydań własnych scenariuszy drukiem, obejmuje też powieści (Kulka z chleba, 1998, wyd. Twój Styl; Egzamin z oddychania, 2012, wyd. Wielka Litera; Dwanaście słów, 2013, wyd. Wielka Litera), literaturę dla dzieci i młodzieży (Jadzia i małoludki, 1998, wyd. Twój Styl), opowiadania (Mikroświaty, 2001, wyd. Twój Styl).
Kręcił też reklamy telewizyjne oraz teledyski do albumu ojDADAna (1996) Grzegorza Ciechowskiego. Wyreżyserował także Piosenki polne i okoliczne (1996) – recital własnych piosenek zaśpiewanych przez jego byłą żonę Grażynę Błęcką-Kolską.

## Życie prywatne
Pierwszy związek małżeński Kolski zawarł w 1990 roku z Grażyną z domu Błęcką . Grażyna Błęcka-Kolska wielokrotnie występowała w filmach męża . Z tego związku w 1991 roku urodziła się im jedyna córka, Zuzanna . Rozwiedli się, gdy Grażyna Błęcka-Kolska dowiedziała się o romansie męża z polską producentką filmową Aleksandrą Michael (ur. 1988) , z którą Jan Jakub Kolski miał córkę Polę (ur. 2011). 24 lipca 2014 roku Zuzanna Kolska zginęła w wypadku samochodowym .

### Poglądy
Jan Jakub Kolski identyfikował się jako katolik. Swoje poglądy uzasadniał traumatycznymi przeżyciami wielu członków swojej rodziny: „Straciłem dziesiątki wujków i cioć z jednej strony w komorach krematoriów, z drugiej, wspaniałych polskich patriotów – w katowniach UB” . Był przywiązany do tradycyjnych wartości polskiej wsi, takich jak „malowniczość i prostota, a także bezrefleksyjność” . Choć deklarował wiarę w Boga, uznawał Kościół katolicki za nieskutecznie przystosowujący się do zmian społecznych: „Pozostaje daleko za potrzebami i oczekiwaniami ludzi. Może jest za mało otwarty” .

## Styl filmowy
Jan Jakub Kolski jest uznawany za przedstawiciela ponadnarodowej konwencji postrzegania świata, zwanej realizmem magicznym. Odrzucał jednak interpretacje krytyków, którzy doszukiwali się w jego twórczości inspiracji latynoamerykańskimi pisarzami, od których wywodzi się ów termin. Językoznawczyni Małgorzata Miławska dostrzegała w twórczości Kolskiego raczej dzieło równoległe do stylu latynoamerykańskich realistów.
Reżyser stworzył styl wpisujący się w kino osobne, a jego filmy określano potocznie mianem Jańciolandu. Ważną rolę w jego filmach odgrywała tematyka wiejska, co jednak tłumaczył po prostu faktem, że swoje filmy tworzył przeważnie na wsi, nie zaś z fascynacji nią. Wieś utkwiła mu w pamięci dlatego, że to właśnie w Popielawach przeżył pierwszą fascynację sztuką filmową – dzięki kinu objazdowemu w remizie, do której szedł piechotą .
Swoimi bohaterami Kolski czynił przede wszystkim ludzi z marginesu wiejskiego. W jego filmach, jak pisze krytyczka Katarzyna Wajda, zawarte są dwie zasady tworzące swoiste credo reżysera: nieodwracalność złych czynów człowieka oraz „powrotność” grzechu, za który cierpią niewinne istoty. Świat Kolskiego przepełniony jest cierpieniem, które człowiek musi przepracować, jeśli chce stać się lepszą istotą.
Kolski podkreślał w wywiadach, że niewiele czyta, ponieważ obycie z literaturą utrudnia kręcenie filmów. Inspiracją dlań była przede wszystkim kultura ludowa. Szczególną sympatią spośród swoich bohaterów darzył tzw. nadwrażliwców oraz postacie matek. Jakub Zajdel podkreślał, że zwłaszcza nadwrażliwcy u Kolskiego „są depozytariuszami empatii i bezinteresownej miłości wbrew interesowności środowiska społecznego”. Pozostałe postacie (np. reszta mieszkańców wsi) są skażone chciwością, czego przykładem jest zachowanie chłopów w Pogrzebie kartofla.
W swoich filmach najczęściej obsadzał takich aktorów, jak Franciszek Pieczka (bohater dziewięciu własnych filmów), Krzysztof Majchrzak (znany przede wszystkim z cenionych kreacji w Pornografii i Lesie, 4 rano)  oraz Grażyna Błęcka-Kolska (życiowa partnerka reżysera) .
Twórczość Kolskiego w kraju budziła spore emocje. Grażyna Stachówna wyjaśniała kontrowersje wokół jego osoby następująco:
[reżyserowi] udało się wykreować galerię niezwykłych bohaterów, stworzyć oryginalny świat, przydać mu specyficznego uroku oraz nasycić niezwykłą aurą i poezją. Jednych widzów to wzrusza i zachwyca, Jańcioland jest dla nich miejscem osobnym i niezwykłym, trochę strasznym i tajemniczym, trochę zaś śmiesznym i infantylnym, ale zawsze poszukiwanym i drogim. Innych irytuje, dla nich Jańcioland jest kiczowatą cepeliadą, filmowym skansenem, oazą manieryzmu i nieznośnej powtarzalności.
Stachówna w innym tekście pisała, że filmy Kolskiego przenika nieustanna obecność wielu motywów: „motyw przyjazdu bohatera z miasta na wieś, wejścia w nieznany świat, obcy pejzaż, zapachy, obyczaje, język, zachowania, wierzenia, inny rytm czasu. I bohater musi ten świat oswoić, często pokonać, znaleźć w nim dla siebie bezpieczne miejsce” . Stachówna podsumowywała, że na tle przeciętności polskiego kina „kino Kolskiego jaśnieje konsekwencją tematyczną, jednorodnością stylu i oryginalnymi pomysłami swego twórcy” .

## Spuścizna
Twórczość Jana Jakuba Kolskiego wywarła decydujący wpływ na upowszechnienie polskiego realizmu magicznego, utrzymanego w realiach prowincjonalnych. Tzw. Jańcioland (oparty na wyidealizowanym obrazie polskiej prowincji) naśladowali tacy twórcy, jak Andrzej Jakimowski (Zmruż oczy, 2002; Sztuczki, 2007) oraz Dariusz Jabłoński (Wino truskawkowe, 2008) . Tytułowy bohater filmu Jańcio Wodnik stał się pierwowzorem statuetki Grand Prix „Jańcio Wodnik”, przyznawanej najlepszym polskim filmom podczas corocznego festiwalu Prowincjonalia.

## Filmografia

### Pełnometrażowe filmy fabularne i seriale
Źródło: Filmpolski.pl
- 1990: Pogrzeb kartofla
- 1992: Pograbek
- 1993: Magneto
- 1993: Jańcio Wodnik
- 1994: Cudowne miejsce
- 1995: Grający z talerza
- 1995: Szabla od komendanta
- 1998: Historia kina w Popielawach
- 2000: Daleko od okna
- 2000: Małopole czyli świat (serial telewizyjny)
- 2003: Pornografia
- 2006: Jasminum
- 2009: Afonia i pszczoły
- 2010: Wenecja
- 2012: Zabić bobra
- 2014: Serce, serduszko
- 2016: Las, 4 rano
- 2018: Ułaskawienie
- 2021: Republika dzieci
- 2023: Wariaci

### Sztuki teatru TV
Źródło: Filmpolski.pl
- 1997: Diabeł przewrotny – adaptacja i reżyseria
- 1997: Bajka o bardzo lekkim chlebie – scenariusz i reżyseria
- 1997: Noga dla Józefa – scenariusz
- 1998: Wyspa róż – reżyseria
- 1999: Skrzypki – scenariusz i reżyseria
- 2001: Kamera marzeń – scenariusz i reżyseria

### Wybrane filmy krótkometrażowe i in. produkcje filmowe
Źródło: Filmpolski.pl
- 1983: Najpiękniejsza jaskinia świata (realizacja, scenariusz, komentarz, zdjęcia)
- 1984: Mały dekalog (scenariusz, reżyseria, zdjęcia)
- 1984: Umieranko (scenariusz, reżyseria, zdjęcia)
- 1984: Nie zasmucę serca twego... (scenariusz, reżyseria, zdjęcia)
- 1985: Jak mnie kochasz (scenariusz, reżyseria, zdjęcia)
- 1985: Polskie parki i rezerwaty przyrody (scenariusz, reżyseria, zdjęcia)
- 1986: Słowiański świt. Początki Polski (reżyseria, scenariusz, zdjęcia)
- 1988: Wyprawa pod podszewkę Alp
- 1988: Ładny dzień (reżyseria, scenariusz, zdjęcia, scenografia)
- 1988: Szkoła przetrwania (reżyseria, scenariusz, zdjęcia)
- 1988: Pałkiewicz ma rację (reżyseria, scenariusz, zdjęcia)
- 1996: Piosenki polne i okoliczne (reżyseria, scenariusz)
- 1996: teledyski do albumu ojDADAna Grzegorza Ciechowskiego
- 2001: Zobaczyć jak najwięcej (reżyseria, scenariusz, zdjęcia)
- 2002: Gdzie jesteś Paititi? (reżyseria, scenariusz, zdjęcia)
- 2003: Między rajem a ziemią (reżyseria, scenariusz, zdjęcia)

## Nagrody filmowe
| Rok  | Film                           | Instytucja/festiwal                                                      | Nagroda                                                                     |
| ---- | ------------------------------ | ------------------------------------------------------------------------ | --------------------------------------------------------------------------- |
| 1983 | Najpiękniejsza jaskinia świata | Międzynarodowy Festiwal Filmów Sportowych w Budapeszcie                  | Nagroda za zdjęcia                                                          |
| 1983 | Najpiękniejsza jaskinia świata | Międzynarodowy Festiwal Filmów Speleologicznych w La Chapelle-en-Vercors | Nagroda telewizji Antenne II                                                |
| 1985 | Najpiękniejsza jaskinia świata | Festiwal Filmów Dydaktycznych w Łodzi                                    | III Nagroda                                                                 |
| 1989 | Ładny dzień                    | Młode Kino Polskie w Gdańsku                                             | Nagroda w kategorii filmu krótkiego                                         |
| 1989 | Ładny dzień                    | Komitet Kinematografii                                                   | Nagroda Szefa Kinematografii w dziedzinie filmu dokumentalnego (za zdjęcia) |
| 1992 | Pograbek                       | Festiwal Polskich Filmów Fabularnych                                     | Nagroda Wschodnioeuropejskiego Funduszu Scenariuszowego                     |
| 1993 | Pograbek                       | Lubuskie Lato Filmowe                                                    | Don Kichot (nagroda Polskiej Federacji Dyskusyjnych Klubów Filmowych)       |
| 1993 | Pograbek                       | Lubuskie Lato Filmowe                                                    | Nagroda Prezesa Komitetu ds. Radia i Telewizji                              |
| 1993 | Jańcio Wodnik                  | Festiwal Polskich Filmów Fabularnych                                     | Nagroda Dziennikarzy                                                        |
| 1993 | Jańcio Wodnik                  | Festiwal Polskich Filmów Fabularnych                                     | Nagroda Specjalna Jury                                                      |
| 1994 | Jańcio Wodnik                  | Festiwal Forum w Bratysławie                                             | Nagroda słowackich krytyków filmowych                                       |
| 1994 | Jańcio Wodnik                  | Festiwal Młodego Kina Wschodnioeuropejskiego                             | Nagroda honorowa „Znalezisko”                                               |
| 1994 | Jańcio Wodnik                  | Festiwal Młodego Kina Wschodnioeuropejskiego                             | Nagroda Główna                                                              |
| 1994 | Jańcio Wodnik                  | Lubuskie Lato Filmowe                                                    | Srebrne Grono                                                               |
| 1994 | Jańcio Wodnik                  | Lubuskie Lato Filmowe                                                    | Nagroda Organizatorów im. Juliusza Burskiego                                |
| 1994 | Cudowne miejsce                | Lubuskie Lato Filmowe                                                    | Nagroda Organizatorów im. Juliusza Burskiego                                |
| 1994 | Cudowne miejsce                | Lubuskie Lato Filmowe                                                    | Dyplom Stowarzyszenia Filmowców Polskich                                    |
| 1995 | Cudowne miejsce                | Tarnowska Nagroda Filmowa                                                | Nagroda Publiczności                                                        |
| 1995 | Jańcio Wodnik                  | Międzynarodowy Festiwal Filmowy „Zloty Rycerz” w Moskwie                 | Grand Prix                                                                  |
| 1995 | Grający z talerza              | Międzynarodowy Festiwal Filmowy w Tokio                                  | Nagroda Jury                                                                |
| 1996 | Szabla od komendanta           | Prowincjonalia                                                           | Złoty Jańcio                                                                |
| 1996 | Szabla od komendanta           | Prowincjonalia                                                           | Nagroda Dziennikarzy                                                        |
| 1997 | Szabla od komendanta           | Tarnowska Nagroda Filmowa                                                | II Nagroda Publiczności                                                     |
| 1997 | Szabla od komendanta           | Tarnowska Nagroda Filmowa                                                | Nagroda Specjalna „Srebrna Statuetka Leliwity” dla najlepszego reżysera     |
| 1997 | Bajka o bardzo lekkim chlebie  | Międzynarodowy Festiwal Telewizyjny w Płowdiwie                          | Nagroda Specjalna Jury                                                      |
| 1998 | Historia kina w Popielawach    | Festiwal Polskich Filmów Fabularnych                                     | Grand Prix Złote Lwy                                                        |
| 1998 | Historia kina w Popielawach    | Festiwal Polskich Filmów Fabularnych                                     | Nagroda Kin Studyjnych                                                      |
| 1998 | Historia kina w Popielawach    | Lubuskie Lato Filmowe                                                    | Brązowe Grono                                                               |
| 1998 | Historia kina w Popielawach    | Klub Krytyki Filmowej Stowarzyszenia Dziennikarzy Polskich               | Syrenka Warszawska w kategorii filmu fabularnego                            |
| 1999 | Historia kina w Popielawach    | Międzynarodowe Spotkanie Kina i Telewizji – Kino Pełnoekranowe w Genewie | Grand Prix                                                                  |
| 1999 | Historia kina w Popielawach    | Polska Akademia Filmowa                                                  | Orzeł za najlepszy film                                                     |
| 1999 | Historia kina w Popielawach    | Międzynarodowy Festiwal Filmowy „Zloty Rycerz” w Moskwie                 | Srebrny Rycerz                                                              |
| 1999 | Historia kina w Popielawach    | Tarnowska Nagroda Filmowa                                                | Nagroda Specjalna „Srebrna Statuetka Leliwity” dla najlepszego reżysera     |
| 1999 | Historia kina w Popielawach    | Międzynarodowy Festiwal Filmowy w Trieście                               | Nagroda Główna                                                              |
| 1999 | Historia kina w Popielawach    | „Film”                                                                   | Złota Kaczka za najlepszy film polski                                       |
| 2000 | Daleko od okna                 | Festiwal Polskich Filmów Fabularnych                                     | Nagroda Jury Młodzieżowego                                                  |
| 2001 | Daleko od okna                 | Lubuskie Lato Filmowe                                                    | Nagroda Zielonogórskiego Klubu Kultury Filmowej                             |
| 2001 | Daleko od okna                 | Tarnowska Nagroda Filmowa                                                | Nagroda Publiczności                                                        |
| 2001 | Daleko od okna                 | Koło Piśmiennictwa Filmowego Stowarzyszenia Filmowców Polskich           | Złota Taśma dla najlepszego filmu polskiego                                 |
| 2003 | Pornografia                    | Festiwal Polskich Filmów Fabularnych                                     | Złoty Klakier                                                               |
| 2003 | Pornografia                    | Festiwal Polskich Filmów Fabularnych                                     | Nagroda Festiwali i Przeglądów Filmu Polskiego za Granicą                   |
| 2004 | Pornografia                    | Lubuskie Lato Filmowe                                                    | Nagroda Organizatorów im. Juliusza Burskiego                                |
| 2004 | Pornografia                    | Tarnowska Nagroda Filmowa                                                | Nagroda Dziennikarzy „Enter”                                                |
| 2006 | Jasminum                       | Festiwal Filmu Polskiego w Ameryce                                       | Złote Zęby dla najbardziej interesującego filmu fabularnego                 |
| 2006 | Jasminum                       | Festiwal Filmowy „Wakacyjne Kadry” w Cieszynie                           | Złota Podkowa za najlepszy film fabularny                                   |
| 2006 | Jasminum                       | Festiwal Filmów Optymistycznych w Częstochowie                           | Nagroda dla najlepszego profesjonalnego filmu fabularnego                   |
| 2006 | Jasminum                       | Festiwal Polskich Filmów Fabularnych                                     | Nagroda Publiczności                                                        |
| 2006 | Jasminum                       | Festiwal Filmowy i Artystyczny „Lato Filmów” w Toruniu                   | Nagroda Publiczności                                                        |
| 2007 | Jasminum                       | Polska Akademia Filmowa                                                  | Nagroda Publiczności                                                        |
| 2010 | Wenecja                        | Festiwal Polskich Filmów Fabularnych                                     | Nagroda Sieci Kin Studyjnych i Lokalnych                                    |
| 2010 | Wenecja                        | Międzynarodowy Festiwal Filmowy w Montrealu                              | Nagroda Specjalna Jury                                                      |
| 2011 | Wenecja                        | Międzynarodowy Festiwal Filmów dla Dzieci w Artku                        | Nagroda Jury Dziecięcego                                                    |
| 2011 | Wenecja                        | Golden Rooster and Hundred Flowers Film Festival                         | Złoty Kogut dla najlepszego filmu zagranicznego                             |
| 2011 | Wenecja                        | Międzynarodowy Festiwal Filmowy „Zloty Rycerz” w Kursku                  | Nagroda za reżyserię                                                        |
| 2011 | Wenecja                        | Prowincjonalia                                                           | Nagroda Główna „Jańcio Wodnik” za najlepszy film fabularny                  |
| 2014 | Zabić bobra                    | Lubuskie Lato Filmowe                                                    | Nagroda Klubu Kultury Filmowej                                              |
| 2014 | Zabić bobra                    | Tarnowska Nagroda Filmowa                                                | Nagroda Specjalna Jury                                                      |
| 2014 | Serce, serduszko               | Festiwal Filmu Polskiego w Ameryce                                       | Nagroda Krytyków Chicagowskich                                              |
| 2015 | Serce, serduszko               | Festiwal Reżyserii Filmowej w Jeleniej Górze                             | Złoty Dzik                                                                  |
| 2018 | Ułaskawienie                   | Festiwal Filmu Polskiego w Ameryce                                       | Society Humanitarian Award                                                  |
| 2018 | Ułaskawienie                   | Festiwal Polskich Filmów Fabularnych                                     | Nagroda za scenariusz                                                       |
| 2019 | Ułaskawienie                   | Lubuskie Lato Filmowe                                                    | Nagroda Organizatorów im. Juliusza Burskiego                                |
| 2019 | Ułaskawienie                   | Festiwal Filmów Polskich „Wisła” w Moskwie                               | III Nagroda                                                                 |
| 2021 | Republika dzieci               | Międzynarodowy Festiwal Filmów Młodego Widza „Ale Kino!”                 | Wyróżnienie Jury Dziecięcego „Marcinek”                                     |
| 2023 | Jańcio Wodnik                  | 9. Przeźrocza Festiwal Filmowy w Bydgoszczy                              | Nagroda Filmowa Marszałka Województwa Kujawsko-Pomorskiego im. Poli Negri   |

## Wyróżnienia honorowe, ordery i odznaczenia
| Rok  | Instytucja                                                    | Nagroda                                       | Uzasadnienie (jeżeli wskazano) |
| ---- | ------------------------------------------------------------- | --------------------------------------------- | --- |
| 1994 | Prowincjonalia                                                | Honorowy Jańcio Wodnik                        | b.d. |
| 1995 | „Polityka”                                                    | Paszport „Polityki”                           | „za oryginalność i ponowne odkrycie polskiej prowincjonalności” |
| 1999 | Marszałek województwa śląskiego                               | Nagroda Kulturalna Śląska                     | b.d. |
|      | Fe Fe Fellini Festiwal w Skierniewicach                       | Wielki Fe Fe                                  | „za robienie swojego w kinie” |
| 2004 | Festiwal Filmów Niezwykłych w Sandomierzu                     | Korona Sandomierska dla Reżysera NieZwykłego  | b.d. |
| 2006 | Kino Charlie w Łodzi                                          | Złoty Glan                                    | b.d. |
| 2011 | Prezydent Rzeczypospolitej Polskiej                           | Krzyż Oficerski Orderu Odrodzenia Polski      | „za wybitne zasługi dla kultury narodowej, za osiągnięcia w twórczości artystycznej oraz działalności dydaktycznej” |
| 2012 | Kino Charlie w Łodzi                                          | Złoty Glan                                    | b.d. |
| 2016 | Solanin Film Festiwal w Nowej Soli                            | Mocny Solanin                                 | „za wykreowanie niepowtarzalnego filmowego świata poddanego nieustannie analizowanej relacji dobra i zła, kondycji człowieka w dzisiejszym świecie, i wypełniania go galerią niepowtarzalnych postaci. Za baśniową poezję, za bezwzględny i nierealny realizm, za ciepło, za walkę mroku i światła, za delikatny humor, za wiarę w lepszy świat, za ukazanie bezkompromisowości i dziecięcej naiwności, za górską kaskaderkę filmową i za wytrwałość w budowaniu autorskiego kina i rzeźby fizycznej. Oby się nigdy nie poddawał i zawsze był MOCNY!” |
| 2018 | Festiwal Reżyserii Filmowej w Wałbrzychu                      | Kryształowy Dzik                              | „za wybitne osiągnięcia w reżyserii filmowej” |
| 2019 | Festiwal Filmu-Muzyki-Malarstwa „Lato z Muzami” w Nowogardzie | Laur Cisowy                                   | „za wybitne osiągnięcia” |
| 2019 | Ministerstwo Kultury i Dziedzictwa Narodowego                 | Złoty Medal „Zasłużony Kulturze Gloria Artis” | |
| 2021 | Międzynarodowy Festiwal Filmowy „Tofifest” w Toruniu          | Złoty Anioł                                   | „za niepokorność twórczą” |

### Książki i czasopisma specjalistyczne
- Olga Drenda, Amelia na hałdzie. Realizm magiczny w polskim kinie po transformacji, „Pleograf. Kwartalnik Akademii Polskiego Filmu”, nr 2, 2019 [dostęp 2023-02-14].
- Tadeusz Lubelski, Historia kina polskiego 1895–2014, Kraków: Universitas, 2015.
- Małgorzata Miławska, Język nadwrażliwców – o „Jańciu Wodniku” Jana Jakuba Kolskiego, „Roczniki Humanistyczne”, 63 (06), 2015, s. 277–302 [dostęp 2023-02-14].
- Grażyna Stachówna, Filmowy Jańcioland Jana Jakuba Kolskiego, „Kino”, nr 12, 1998, s. 23–26.
- Grażyna Stachówna, Jan Jakub Kolski w systemie kina autorskiego, [w:] Ewelina Nurczyńska-Fidelska, Zbigniew Batko (red.), W stulecie kina. Sztuka filmowa w Polsce, Łódź 1996 [dostęp 2023-02-21] (pol.).
- Grażyna Stachówna, Jańcioland i okolice. Filmowe światy Jana Jakuba Kolskiego, Kraków: Universitas, 2021, ISBN 978-83-242-3775-3, OCLC 1297840982.
- Katarzyna Wajda, Jan Jakub Kolski: „Dobijam się o osobność”, [w:] Grażyna Stachówna, Joanna Wojnicka (red.), Autorzy kina polskiego, t. 1, Kraków: Rabid, 2004, s. 197–214, ISBN 978-83-88668-81-4.
- Jakub Zajdel, Jana Jakuba Kolskiego filmowe pejzaże z pamięci i wyobraźni, [w:] Barbara Kita, Magdalena Kempna-Pieniążek (red.), Filmowe pejzaże Europy, Katowice: Wydawnictwo Uniwersytetu Śląskiego, 2017, s. 183–200 [dostęp 2023-02-14].

### Artykuły prasowe
- Jakub Demiańczuk, Recenzja filmu: „Republika dzieci”, reż. Jan Jakub Kolski, „Polityka”, 27 lipca 2021 [dostęp 2023-02-13] (pol.).
- Paweł T. Felis, Koniec uwodzenia, „Gazeta Wyborcza”, 8 czerwca 2009 [dostęp 2023-02-12].
- Paweł T. Felis, Nowy film Kolskiego „Serce, serduszko”: Oda do córki przesiąknięta bólem, „Gazeta Wyborcza”, 19 listopada 2014 [dostęp 2023-02-12].
- John Griffin, Inspirational film Oxygen snags this year’s top prize, „The Gazette”, 7 września 2010 [dostęp 2023-02-12] (ang.).
- Barbara Hollender, Idź za głosem, „Rzeczpospolita”, 6 czerwca 2009 [dostęp 2023-02-21] (pol.).
- Zdzisław Pietrasik, Recenzja filmu: „Afonia i pszczoły”, reż. Jan Jakub Kolski, „Polityka”, 13 czerwca 2009 [dostęp 2023-02-12] (pol.).
- Tadeusz Sobolewski, Las, 4 rano, najbardziej osobisty, najlepszy od lat film Kolskiego. Majchrzak jako współczesny Hiob, „Gazeta Wyborcza”, 20 stycznia 2017 [dostęp 2023-02-13].
- Konrad Szczęsny, Grażyna Błęcka-Kolska i Jan Jakub Kolski: wybaczała mu wszystko. Tragedia ich do siebie zbliżyła [online], Viva.pl, 30 stycznia 2023 [dostęp 2023-02-16] (pol.).

### Artykuły internetowe
- Katarzyna Domagalska, Grażyna Błęcka-Kolska była gwiazdą filmów męża. Mimo rozwodu mogła na niego liczyć w najgorszych chwilach [online], Plejada, 14 kwietnia 2021 [dostęp 2023-03-01] (pol.).
- Izabela Górnicka-Zdziech, Jan Jakub Kolski, Mój organizm domaga się dowodów na Istnienie [online], Fundacja Opoka, 16 lipca 2003 [dostęp 2023-02-16] [zarchiwizowane z adresu 2023-12-16].
- Anna Kołodziejczak, Serce, serduszko (2014) [online], Edukacja Filmowa, 2014 [dostęp 2023-03-01] (pol.).
- Monika Mokrzycka-Pokora, Krzysztof Majchrzak [online], Culture.pl, październik 2003 [dostęp 2023-03-01] (pol.).
- Bartosz Staszczyszyn, Zabić bobra, reż. Jan Jakub Kolski [online], Culture.pl, 20 marca 2014 [dostęp 2023-02-13] (pol.).
- Konrad J. Zarębski, Wenecja, reż. Jan Jakub Kolski [online], Culture.pl, czerwiec 2010 [dostęp 2023-02-12] (pol.).